# كورير 1 بي
كورير 1 بي هو أول قمر اصطناعي للاتصالات، في دور مكرر نشط، في العالم، أُطلق كورير 1 بي بنجاح في 4 أكتوبر 1960 في الساعة 17:45:00 بتوقيت جرينتش من كيب كانافيرال بولاية فلوريدا. فُقد أول قمر صناعي في مشروع كورير، كورير 1A، بعد 2.5 دقيقة من إطلاقه في 18 أغسطس 1960.

## التاريخ
كمبادرة من مبادرات الحرب الباردة، كان كورير 1 بي هو القمر الصناعي السادس والعشرون الذي تطلقه الولايات المتحدة، مقابل الأقمار الصناعية الستة التي أطلقها الاتحاد السوفيتي منذ سبوتنك-1 في عام 1957. اقترحت Courier 1B هيئة إشارات الجيش الأمريكي في سبتمبر 1958، وكان متابعة لبرنامج سكور الذي أُطلق في 18 ديسمبر 1958. كان مشروع SCORE هو الخطوة الأولى في برنامج تطوري لتطوير أنظمة الاتصالات عبر الأقمار الاصطناعية لاستخدامها من قبل القوات المسلحة. كان مشروع كورير برنامجًا مشتركًا بين وزارة الدفاع الأمريكية (ARPA) ومختبر أبحاث وتطوير الإشارات التابع للجيش الأمريكي في فورت مونماوث، نيو جيرسي.
كان من المقرر أن يستقبل كورير 1 بي الرسائل أو الصور، ثم يخزنها، ثم يعيد إرسالها. وُصف كورير 1 بي بأنه:
نظام تجريبي لإثبات جدوى استخدام الأقمار الاصطناعية في توفير حل لمشاكل الاتصالات العالمية. صُمم لتخزين الرسائل البرقية وإرسالها بسرعة عالية بينما يكون القمر الاصطناعي في مجال رؤية محطة أرضية... يدور حول الأرض على ارتفاع 1,000 كيلومتر (620 ميل).